# Guajira-Halbinsel
Die Guajira-Halbinsel (spanisch Península de La Guajira) liegt an der Grenze zwischen Venezuela und Kolumbien. Der Großteil der Halbinsel gehört zum kolumbianischen Departamento La Guajira in der Región Caribe, während der venezolanische Streifen im Bundesstaat Zulia nur sehr schmal ist.
Die Halbinsel stellt an der Punta Gallinas den nördlichsten Festlandpunkt Südamerikas dar. Sie wird vom Karibischen Meer und dem Golf von Venezuela umgeben. Die Landschaft ist sehr trocken, Trinkwasser ist auf der Guajira knapp.
Aufgrund ihrer exponierten Lage herrschen auf der Guajira-Halbinsel starke Winde, der Norden der Landzunge ist äußerst trocken.
Beiderseits der Grenze lebt das indigene Volk der Wayúu, in deren Sprache die Halbinsel den Namen Wajiira trägt. Diese Bezeichnung ist wohl an den spanischen Namen dieser Region angelehnt, welche wiederum von „Guajiros“ stammen könnte, der spanischen Bezeichnung des Volkes. Die Wayúu haben sich gegenüber den Kolonialisatoren als sehr wehrhaft erwiesen und werden bis heute von der Festlandbevölkerung tendenziell gefürchtet.
Aufgrund der Grenzlage spielt der Schmuggel besonders in den nördlich gelegenen Orten der Guajira eine relativ bedeutende Rolle. Die Orte nördlich von Riohacha gelten als unsicher für Ortfremde.
Auf der Guajira befinden sich immense Vorkommen an Steinkohle, die im Tagebau ähnlich wie Braunkohle in Deutschland abgebaut werden. Hierzu wurde eine eigene Bahnlinie erbaut, auf welcher die Kohle zum Hafen transportiert und größtenteils in die USA verschifft wird. Die örtliche Bevölkerung profitiert so gut wie nicht von diesem Reichtum.